# Последний охотник (фильм, 2010)
«Последний охотник» (также известен как «Добыча охотника», англ. Hunter prey) — фантастический фильм режиссёра Сэнди Коллора, снятый по его совместному сценарию с Ником Деймоном, снимался на камеру RED One в пустыне Мексики. Вышел на DVD 27 июля 2010.

## Сюжет
В космосе происходит крушение корабля, нескольким выжившим удаётся сесть на пустынную планету. Это военный отряд из представителей внеземной цивилизации, которые перевозили пленника. На планете пленник сбегает, и отряд начинает за ним охоту. Под давлением подчинённых командир признаётся, что пленник очень опасен, однако его необходимо захватить живым — его планета была уничтожена, и он единственный оставшийся в живых представитель своей расы.
Постепенно из отряда остаётся один солдат, Центаврианин-7. Он ориентируется на местности при помощи мини-компьютера Клиа, который сообщает ему координаты беглеца. На планете очень жарко, растительности нет, только песок и скалы. И пленник, и Центавр-7 измождены. Когда Центаврианин догоняет пленника, тому удаётся оглушить воина. Пленник снимает маску — оказывается, что это человек. Затем в схватке побеждает то один, то другой. Космический пират захватывает человека, чтобы продать его, однако Центаврианин убивает пирата.  
Из разговоров Центаврианина и человека становится ясно, что цивилизация Центаврианина — цедоняне — уничтожили землян, потому что те сотрудничали с драками, врагами цедонян. Однако земляне успели послать к планете цедонян корабль со взрывчаткой, который уничтожит Цедонию. Поэтому человек и нужен живым — только он знает, где находится корабль. Говоря, что у него на планете остались жена и ребёнок, Центаврианин просит человека сообщить координаты корабля. Тот называет координаты, которые Центаврианин передаёт начальству. Затем он признаётся, что жены и ребёнка у него нет, на что человек говорит, что он назвал координаты корабля-приманки, на котором нет никакой взрывчатки. В действительности люди и не могли послать такой корабль, так как не знали, где находится Цедония. Однако теперь человек собирается узнать это и отомстить.
На планету прибывает спасательный корабль цедонян. Человеку удаётся убить прибывший отряд и сесть в корабль. Центаврианин целится в него и может убить, однако не делает этого. Человек улетает на корабле. Центавр остаётся и на вопрос Клиа, что он будет делать, говорит, что где-то поблизости должен быть корабль пирата, на котором он выберется с планеты.

## В ролях
- Кларк Бартрэм — Орин Джерико, он же Западня (землянин)
- Дэмион Пуатье — Центурион-7
- Айзек С. Синглтон мл.[англ.] — Коммандер Карза
- Сэнди Коллора — Слак
- Саймон Поттер — Логан
- Эрин Грэй — Клеа (голос)

Внеземная раса под названием драки ранее фигурировала в американском фильме 1985 года «Враг мой», также посвящённом противостоянию землянина и инопланетянина.
Фильм наполнен трибьютами к вселенной «Звёздных Войн». Например, дизайн снаряжения цедонян исключительно схож с доспехами мандалорцев, корабль с оружием возмездия явственно соотносится с корветом класса «Транта» (англ. «Thranta» class corvet), охотник за головами в какой-то момент выдаёт фразу на одном из вымышленных наречий «Звёздных войн».